# Roman 〜僕達が繋がる物語〜
『Roman 〜僕達が繋がる物語〜』（ロマン ぼくたちがつながるものがたり）は、Sound Horizonの2作目のDVD作品。2007年4月25日にキングレコードから発売された。

## 概要
アルバム『Roman』の発売と共に2006年から2007年に開催されたコンサートツアー「Sound Horizon Concert Tour 2006-2007 Roman 〜僕達が繋がる物語〜」の様子をDVD化。コンサートの映像は2007年1月8日に東京厚生年金会館で行われた追加公演のものが収録されている。
通常版と初回限定版があり、初回限定版は特殊パッケージ仕様。初回特典として48ページのカラー写真集、Sound Horizon Kingdom オリジナルパスポートが付属。また、初回限定版のみDisc2には映像特典として本編未収録ハプニング集を収録。

## 収録曲

### Disc1
1. 戴冠式（オープニングセレモニー）
2. 朝と夜の物語
3. 焔
4. 見えざる腕
5. 呪われし宝石
6. 緋色の風車
7. 天使の彫像
8. 美しきもの
9. 歓びと哀しみの葡萄酒
10. 黄昏の賢者
11. 11文字の伝言

### Disc2
1. 星屑の革紐
2. 澪音の世界 〜Savant†Hiverの世界〜
3. 神々が愛した楽園 〜Bell Isle〜
4. 終端の王と異世界の騎士 〜The Endia & The Knights〜
5. YEAHld
6. 終端の王と異世界の騎士（PV）
7. 見えざる腕（PV）
8. 特典映像（本編未収録ハプニング集） ※初回限定版のみ